# 不可分者同一性原理
不可分者同一性原理，也称不可区分之同一性等（英語：identity of indiscernibles），是一条本体论的原理（principle），它是指如果两个实体或客体有完全相同的性质，那么它们必然不可区分。用符号语言表达为：实体 x 与 y 等同，仅当 x 的所有谓词，同样是 y的所有述词，且反之亦然。所谓两样事物不可区分，即指两个名字下指涉同一样事物。所以有可能，没有完全等同的两样东西（比如两片雪花的形状并不相同）。但这仅仅是形而上学的一条原理，而非自然科学的。它的逆命题是同一者不可分性原理，讨论如下。
德国哲学家戈特弗里德·莱布尼茨为不可分者同一性原理提供了一种形式。但是，后人对他的解释不同：有人说，莱布尼茨只认为同一者有不可分性，即同一者不可分性原理；也有人说，莱布尼茨强调的是同一者不可分性和不可分者同一性两者。但无论如何，这些原理与莱布尼茨密切相关，所以被一并称作莱布尼茨定律（Leibniz's law）。这是他诸多伟大的形而上学原理之一，其他的则是无矛盾律和充足理由律（在牛顿与莱布尼茨的争辩中很著名地得到使用，也在和克拉克的书信中和克拉克萨缪尔·克拉克有过讨论。
但是，有哲学家认为有必要排除一些谓词，避免平凡性或矛盾。这样的谓词有例子（见下），它可以表示一个对象是否为 x （经常被认为是有效的谓词）。这一做法的结果就是，在哲学意义下，本原理有很多不同版本，不同版本有不同的逻辑强度。有作者为了区分，采用“强-不可分者同一性原理”和“弱-不可分者同一性原理”等术语。
威拉德·范奥曼·蒯因认为，在特定语境下代替（如“张三相信 p”或“必然有 q 的情况”）的失败，就预示着模态逻辑本身是不可能的。 索尔·阿伦·克里普克则认为，这种失败可能是由于在这些证明中不清晰地使用了去引用原理，而不是代替本身地问题。
不可分者同一性原理得到量子力学的使用，作为非互文性的动力概念（motivate notions）存在。与不可分者同一性原理相关的问题是，它是个逻辑的原理，还是仅作为经验的原理存在。
目前，中文还没有对不可分者同一性原理统一的译法，identity通常指同一性，indiscernibles有不可辨认之物的意思。韩语界有统一译法“识别不可能者同一性原理”。

## 同一性与不可分性
莱布尼茨法则的符号表示是 (x)(y) [x=y → (F)(Fx ↔ Fy)]，读作“对任意x和对任意y，如果x与y等同，那么对于任意性质F：如果x拥有F，则y拥有F；如果y拥有F则x拥有F”（这是“同一者不可分性原理”），以及相反， (x)(y) [(F )(Fx ↔ Fy) → x=y]，读作“对任意x和任意y，如果x拥有的所有性质F都为y所拥有，且y拥有的所有性质都为x所拥有，那么x与y等同（这是“不可分者同一性原理”）
“=”在莱布尼茨法则里意味着“量的相同”（quantitative sameness）,而不仅仅是质的相同（qualitative sameness）。“同一性”不仅仅是指值的相等，而是指“x与y是同样的对象”。
但是，莱布尼茨法则的两个原理必须区分开。 注意，以下都是二階邏輯的表达，它们不可以被表达成一阶逻辑的。
1. 同一者不可分性原理
  - 对任意 x 与 y，如果 x 与 y 等同，那么 x 与 y 的所有性质相同。
{\displaystyle \forall x\,\forall y\,[x=y\rightarrow \forall F(Fx\leftrightarrow Fy)]}
2. 不可分者同一性原理
  - 对任意 x 与 y，如果 x 与 y 的所有性质相同，那么 x 与 y 等同。
{\displaystyle \forall x\,\forall y\,[\forall F(Fx\leftrightarrow Fy)\rightarrow x=y]}

| 缩写   |         |                    |
| Indsc: | ∀x,y.   | (xRy → ∀F (Fx→Fy)) |
| Refl:  | ∀x.     | xRx                |
| Symm:  | ∀x,y.   | (xRy → yRx)        |
| Trans: | ∀x,y,z. | (xRy ∧ yRz → xRz)  |

| Indsc ∧ Refl → Symm   | Indsc ∧ Refl → Symm | Indsc ∧ Refl → Symm  |
| --------------------- | ------------------- | -------------------- |
| Proof:                |                     |                      |
| 给定 x, y 有 xRy,     |                     |                      |
| 定义 F(v) = vRx, 那么 |                     |                      |
|                       | xRx                 | 根据Refl             |
| →                     | Fx                  | 根据F的定义          |
| →                     | Fy                  | 根据 Indsc，因为 xRy |
| →                     | yRx                 | 根据 F的定义         |

| Indsc ∧ Refl → Trans         | Indsc ∧ Refl → Trans | Indsc ∧ Refl → Trans                         |
| ---------------------------- | -------------------- | -------------------------------------------- |
| Proof:                       |                      |                                              |
| 给定 x, y, z 有 xRy and yRz, |                      |                                              |
| 定义 F(v) = vRz, 那么        |                      |                                              |
|                              | yRz                  | 假定                                         |
| →                            | Fy                   | 根据 F 的定义                                |
| →                            | Fx                   | 根据 Indsc，因为yRx （ 从xRy 和 Symm，见上） |
| →                            | xRz                  | 根据F的定义                                  |

| Indsc ⇸ Refl        | Indsc ⇸ Refl | Indsc ⇸ Refl |
| ------------------- | ------------ | ------------ |
| Proof:              |              |              |
| 空的关系满足 Indsc, |              |              |
| 但并没有 Refl.      |              |              |

原理1不需要“=”（或其他替代的符号如 R ）有自反关系，但两个性质却都需要对称性和传递性（见证明小箱子）。因此，原理1和传递性有时被用作相等关系的（二阶）公理。
原理1被认为是邏輯真理，（至少对大部分）是没有争议的。 但原理2，有时则被认为是有争议的，最著名的反驳请见Max Black。

## 批判

### 对称宇宙
Max Black用反例驳倒了不可分者同一性原理。注意到不可分者同一性原理是假的，充分地可以蕴含这样一个模型，模型里两样可分的（distinct）事物有着相同的性质。他断言，在一个对称宇宙里 只有两个对称的球存在，这两个球哪怕所有性质都相同，也是可以区分的。
Black的论证展示了完全一致的性质并不能区分对称宇宙中相同的物体。

### 笛卡尔的运用
如前所述，同一者不可分性原理几乎没有争议。但是，笛卡尔在他的《第一哲学沉思集》中对这一原理的应用，却出现了问题。笛卡尔在前文中得出，他不能怀疑他自己的存在（我思故我在），但是他却能够怀疑他身体的存在。然后，他对这两个结论运用了同一者不可分性原理（等价于可分者不同一）。也就是说，因为心灵有不可怀疑性，但是身体没有，所以心灵与身体是两样实体。
这个论证有很多当代哲学家批判，认为它在前提中就已经预设了结论。哲学家们说，人们知道或者相信某个实体有的东西，并不是实体本身的特征。笛卡尔在《沉思集》中不能怀疑心灵，能怀疑物体，这些并不是心灵或者物体的本质。
有人用归谬法展示笛卡尔的错误，例如下面的基于秘密同一性的论证:
1. 实体 x 和 y 等同，当且仅当 x 有的性质 y也有并且相反亦如是。
2. Clart Kent是超人的秘密同一性（也就是，他们事实上是同一个人，但人们并不知道这一点）。
3. 露薏絲·蓮恩认为Clart Kent不会飞。
4. 露薏絲·蓮恩认为超人会飞。
5. 因此超人有Clart Kent没有的性质，这个性质是露薏絲·蓮恩“认为超人会飞”。
6. 因此，超人和Clark Kent并不等同。[6]

1. 既然命题6与命题2矛盾，我们可以知道它们两个必有一者错误，要么：
  - 莱布尼茨法则错了，要么：
  - 一个人对 x 的知识并不是 x 本身的谓词（性质）。
  - 对于莱布尼茨法则的应用是错误的，因为法则仅仅在单一元素的而不是多元素的性质上起作用；或者：
  - 人们对事物的认识并不是事物本身；或者：
  - 人们有能力相信矛盾的事物。

以上任何这些都会瓦解莱布尼茨法则。